# 小行星6411
小行星6411（英語：6411 Tamaga）是一颗围绕太阳公转的小行星。1993年10月8日，罗伯特·H·麦克诺特在赛丁泉山发现了此天体。
这颗小行星的绝对星等为271.6023626415316等。